# Coalition populaire (Espagne)
Pour les articles homonymes, voir Coalition populaire.
 (novembre 2016).
Si vous disposez d'ouvrages ou d'articles de référence ou si vous connaissez des sites web de qualité traitant du thème abordé ici, merci de compléter l'article en donnant les références utiles à sa vérifiabilité et en les liant à la section « Notes et références ».
La Coalition populaire (en espagnol : Coalición Popular) est une coalition de partis politiques espagnols.

## Historique
La coalition AP-PDP est créée le 13 septembre 1982 par l'union de l'Alliance populaire (AP) et par le Parti démocrate populaire (PDP) ainsi que Union valencienne (UV), Union du peuple navarrais (UPN), Parti régionaliste aragonais (PAR) et Convergence Navarre (CN) pour les élections générales de 1982.
Le 2 mars 1983, le nom de Coalition populaire est utilisé, la coalition s'agrandit avec l'Union libérale (UL) pour les élections régionales et municipales.
L'Union libérale fusionne avec le Parti libéral (PL) qui rejoint la coalition. Les Centristes de Galice (CdG) rejoignent la coalition.
Les élections générales de 1986 montre que la coalition reste la 2e force politique du pays avec plus de 26 % des suffrages et 105 députés.
Le Parti démocrate populaire  (PDP) décide de quitter la coalition pour se présenter seul aux élections locales de 1987, les députés du PDP rejoignent le groupe mixte au congrès des députés le 15 juillet 1986.
Le 21 juillet, l'accord AP-PDP au niveau national est abandonné, au niveau régional l'accord se poursuit jusqu'en 1989 en Cantabrie, Galicie et aux îles Baléares. Le 19 janvier 1987, les députés du Parti libéral quittent le groupe parlementaire et rejoignent le groupe mixte : c'est la fin de la coalition.

## Composantes

### Partis nationaux
| Logo | Logo | Parti                                               | Période   |
| ---- | ---- | --------------------------------------------------- | --------- |
|      |      | Alliance populaire Alianza Popular                  | 1982-1987 |
|      |      | Parti démocrate populaire Partido Demócrata Popular | 1982-1986 |
|      |      | Union libérale Unión Liberal                        | 1983-1984 |
|      |      | Parti libéral Partido Liberal                       | 1983-1987 |

### Partis régionalistes
| Logo | Logo | Parti                                                      | Période   |
| ---- | ---- | ---------------------------------------------------------- | --------- |
|      |      | Parti régionaliste aragonais Partido Aragonés Regionalista | 1982-1983 |
|      |      | Centristes de Galicie Centristas de Galicia                | 1985-1987 |
|      |      | Union du peuple navarrais Unión del Pueblo Navarro         | 1982-1987 |
|      |      | Union valencienne Unión Valenciana                         | 1982-1983 |